# パラソルスター
『パラソルスター』（Parasol Stars）は、1991年2月15日に日本のタイトーから発売されたPCエンジン用固定画面アクションゲーム。
主人公の「バビー」および「ボビー」を操作し、自分達の居住する星「レインボースター」の周囲の星を「すーぱーすかる」の攻撃から救出することを目的としており、パラソルを開閉しながらステージを攻略していくことを特徴としている。
同社の『バブルボブル』シリーズのストーリー上の第3作目の作品かつ『レインボーアイランド』（1987年）の続編であり、「THE STORY OF BUBBLE BOBBLE III」のサブタイトルが付けられている。後に発表された『バブルメモリーズ』（1996年）にも本作と全く同じサブタイトルが付与されており、同作のスタッフロールでは本作のパラソルを使うシーンが登場するなど関連を示唆する内容となっている。ただし、タイトー公式が運営するYouTubeの「バブルンちゃんねる」による作品間の時系列の解説によると、本作と『バブルメモリーズ』はストーリーが前後する訳ではなく、互いにパラレルワールドであるとされている。
開発はタイトー第二開発課およびビッツラボラトリーが行い、プロデューサーはアーケードゲーム『スペースインベーダー』（1978年）の開発者である西角友宏が担当、ディレクターはPCエンジン用ソフト『ニンジャウォーリアーズ』（1989年）にてプログラムを手掛けた鈴木治雄が担当、ゲーム・デザインおよびストーリーは後にスーパーファミコン用ソフト『キャメルトライ』（1992年）を手掛けた内村語が担当、音楽はアーケードゲーム『ドンドコドン』（1989年）を手掛けた山田靖子が担当している。
1992年に欧州にてAmiga、Atari STなどのパソコンの他、NES、ゲームボーイなどの家庭用ゲーム機や携帯用ゲーム機に移植された。2008年にはWii用ソフトとしてバーチャルコンソールにて配信された。

## ゲーム内容

### システム
方向キー、2ボタンでバビーとボビーを操作し、敵を倒していく。全8ステージの他に隠しステージが2つあり、各ステージは7ラウンド構成となっている。
左側のボタンがジャンプをし、右側のボタンがパラソルの開閉を使用する。固定画面に配置された敵を全て倒すとステージクリア。エクステンドは10万点、100万点（100万エブリ）で1人追加となる。右側のボタンで敵を攻撃し、敵をパラソルの上に載せてから壁に投げつけることで倒すシステムとなっている。右側のボタンを押し続けることでパラソルの上に敵を載せたまま移動することが可能であり、ボタンを離すことで他の敵に投げつけて倒すことも可能となっている他、パラソルに乗せている敵を他の敵に触れさせるとその敵も痺れさせることができるので、これを利用して複数の敵をまとめて倒すこともできる。
各ワールドの最後には巨大な中ボスが8体＋1体登場し、ボスを倒せばワールドクリアとなり、次のワールドへと移動する。中ボスを全て倒していても、ある条件を満たさなければ最終ボスの道が開けないようになっており、条件を満たしてから最終ボスを倒すとエンディングとなる。
敵や敵の攻撃、永久パターン防止キャラクター（死神）に触れることでミスとなる。

### クリアボーナス
最終ワールドをクリアするとクリアボーナスがもらえる。
クレジットボーナス
全ワールドクリア後の残りクレジット数1×100万点。
ストックボーナス
全ワールドクリア後のプレイヤー残数1×100万点。クレジット1に付き100万点。残数は最高20機と残りクレジットは99枚まで増える。

クリアボーナスで加算されるスコアは、9900万点を超えると100万の桁がループする。

### アイテム
しずく系
ノーマルボール
パラソル上に乗せ、投げて敵を攻撃することができる。
ジャンボボール
5つ乗せると下のジャンボボールになる。パラソル上に乗っている状態で、IIボタンを離すと割れる。なお、各面に出現するパネルは前の面で出現するしずくをジャンボ状態にして数度発動させると、それに対応したパネルが出る。

裏技
バックアップデータがない状態で電源投入直後にゲームを開始して、ラウンド1開始直後にリセットを76回繰り返し、77回目のプレイでラウンド1の攻撃アイテム出現まで待つと攻撃アイテムの場所に“レインボーネックレス”というアイテムが出る。これは出現条件がレインボーアイランドと全くの同条件かつ同効果で（ゲーム開始からトータルラウンドが77の時に出現、取得するとダイヤコンプリートと左から順番に揃えたと同じ状態になる）、そのワールドのパネルを一気にコンプリートさせ、ボス面にシークレットルームを出現させる効果があるが、ワールド1の1面でそれを取得しワールド1ボス面のシークレットルームに入るとパワーアイテムの「10万金貨」が出現する。これを取得するとクレジットが99になる。

ボトル
各ステージのボス戦に出てくる（ボトル共通）。これをとった後にパラソルを上に開くと、パラソル上に（各属性）ボールが現れる。
ウォーター
割ると、床に沿って水が流れていき、敵を一掃する。プレーヤーも流されるが、流れている間はダメージを受けない。画面外の敵に対しても有効である（他も同様）。
サンダー
右か左一直線に飛んでいく。敵をぶつけて倒すが、プレーヤーが触れるとしびれる。
ファイアー
炎がいくつか床の上に並ぶ。敵が触れると倒れる（空を飛んでいる敵にはあまり炎を触れない）。サンダー同様、プレーヤーが触れるとしびれる。
スター
スターが八方に飛んでいく。攻撃が全方向に行き渡るので、かなり利用価値が高い。

## 設定

### ステージ構成
ステージ1「ミュージックスター」
楽器の音がたえることのない、音楽の星
ステージ2「ウッズスター」
緑の木々がこんもりと生い茂る、森林の星
ステージ3「オーシャンスター」
青い海がどこまでもひろがる、水の星
ステージ4「マシンスター」
メカやロボットが大勢いる、機械の星
ステージ5「ギャンブルスター」
夜もきらびやかな、ギャンブルの星
ステージ6「クラウズスター」
山々が天に向かってそびえたつ、雲の星
ステージ7「ジャイアントスター」
何もかもが大きい、巨人のすむ星
ステージ8「レインボースター」
バビーとボビーの故郷、虹色に輝く星
このワールドでスターパネルを3枚揃えシークレットルームに入れなかった場合、ステージ9に進めずゲームオーバーとなる。
ステージ9「バブルスター」
バブルボブルの星。ボスはスーパードランク
ステージ10「アンダーワールド」
地獄のアンダーワールド

## 移植版
| No. | タイトル                                     | 発売日        | 対応機種                        | 開発元         | 発売元         | メディア                                       | 型式          | 備考 |
| --- | -------------------------------------------- | ------------- | ------------------------------- | -------------- | -------------- | ---------------------------------------------- | ------------- | ---- |
| 1   | Parasol Stars The Story of Bubble Bobble III | 1992年        | Amiga Atari ST NES ゲームボーイ | Ocean Software | Ocean Software | フロッピーディスク カセットテープ ロムカセット | GB:DMG-P6-UKV |      |
| 2   | PARASOLSTARS                                 | 2008年8月19日 | Wii                             | タイトー       | タイトー       | ダウンロード （バーチャルコンソール）          | -             |      |

## スタッフ
PCエンジン版
- エグゼクティブ・プロデューサー：上野崇男
- プロデューサー：西角友宏
- ディレクター：鈴木治雄
- プログラマー：鈴木治雄、かわのせら
- キャラクター・デザイナー：LIGHT STONE、伊藤啓司、大原和浩
- サウンド：YASUKO（山田靖子）、TURBO MIRA
- ワールド・クリエイター：KAWAUSO ISHII、FLGON KURODA、大郷康隆
- スペシャル・サンクス：チーム・バブルボブル、チーム・レインボウプロジェクト、OMAKE KZM、MR2 TANAKA、いとうよういち、TAKA-P、K.GARDNER、菅野茂樹、チャーリー鈴木、後藤豪太、たかはしみさと、松本なおこ、柳沢あきら
- ストーリー、ゲーム・デザイン：内村語

## 評価
PCエンジン版
- ゲーム誌『ファミコン通信』の「クロスレビュー」では合計で26点（満40点）[6]、『マル勝PCエンジン』では9・7・7・7の合計30点（満40点）、『PC Engine FAN』の読者投票による「ゲーム通信簿」での評価は以下の通り21.64点（満30点）となっている[1]。また、この得点はPCエンジン全ソフトの中で194位（485本中、1993年時点）となっている[1]。

| 項目 | キャラクタ | 音楽 | 操作性 | 熱中度 | お買得度 | オリジナリティ | 総合  |
| 得点 | 4.32       | 3.40 | 3.56   | 3.52   | 3.48     | 3.37           | 21.64 |
- 『月刊PCエンジン』では80・90・80・75・85の平均82点（満100点）[8]。レビュアーは「『バブルボブル』と『ドンドコドン』を足して割ったようなゲームでビジュアルは可愛いながら通好みなアクションで、隠しアイテム探しがプレイの多くの部分を占めているためプロかアマで天と地の差がつくが力押しでもクリア可能で下手でもそれなりに遊べる」「攻撃パターンが工夫され楽しい」「パラソルの上で回転する敵が可愛らしいなどキャラクターは多彩で動きはコミカル」「新鮮さがありサクサク進められ、シリーズでおなじみの隠し要素やバランスのとれた2人プレイ含めてアイデアの勝利」とした者がいた一方で「面構成が思いのほか単調で簡単すぎて飽きが早かった」とする者がいた[8]。

- 『CU Amiga』は本作を賞賛、95%のスコアと「スーパースター」を与えた[9]。『Amiga Power』の熱心さはやや劣り、88%のスコアだった[10]。『エンターテイメント・ウィークリー』は本作を1991年に発売されたゲームの第15位に選び、「これは説明するよりもプレイするの方がより楽しい。バビーまたはボビーは傘を使って蛇行しながら画面上をフリックしてそれらをケーキ、リンゴ、マッシュルームなどに変化せて、ポイントを獲得するために貪り尽くします」と述べた[13]。

- ゲーム本『懐かしゲーム機大百科 PCエンジン完全ガイド 1987-1999』では、登場キャラクターや背景のグラフィック、音楽に関して「どれも可愛くBGMも軽快」とした上で「そのままアーケード版にしても遜色ないデキだ」と称賛した[3]。